# Salus Fútbol Club
Il Salus Fútbol Club, meglio noto semplicemente come Salus, è una società calcistica di Montevideo, in Uruguay.
Fondato il 10 aprile 1928 nel quartiere montevideano di Nuevo París, conobbe il suo periodo migliore negli anni settanta del XX secolo, quando il Salus conquistò la Divisional Extra (all'epoca, la quarta serie del campionato uruguaiano) e due titoli di Tercera "C" (attuale Segunda División Amateur de Uruguay, la terza divisione) nel 1972 e nel 1977.
Dopo il titolo di terza divisione del 1977, approdò in Segunda División Profesional, dove giocò fino al 2000. Quell'anno, il Salus si fuse con il Villa Teresa, formando un nuovo club, l'Alianza (successivamente, anche l'Huracán sarebbe entrato nella nuova società).
Il nuovo club disputò tre stagioni consecutive in seconda divisione. Poi, al termine del campionato del 2004, problemi economici lo costrinsero al ritiro. La fusione fu così sciolta e i tre club fondatori tornarono alle denominazioni originarie. Tuttavia, mentre il Villa Teresa e l'Huracán hanno ripreso la normale attività agonistica, il Salus non è più riuscito ad iscriversi ad alcun campionato.

## Palmarès
- Segunda División Amateur de Uruguay: 2
  - 1972, 1977.
- Divisional Extra: 1
  - 1971.